# Hafthohlladung
La Hafthohlladung, también llamada "Panzerknacker" (Rompetanques en alemán), era una granada antitanque con carga hueca que se adhería mediante imanes, empleada por el Ejército alemán en la Segunda Guerra Mundial. A veces es descrita como una mina antitanque magnética.   

## Características
La Hafthohlladung (tdl. ‘carga hueca adhesiva’), era principalmente empleada por las escuadras de destructores de tanques del Ejército alemán. Diseñada con tres imanes en su base cuyos polos creaban un fuerte campo magnético a través de sus aberturas, un soldado podía acoplarla a un tanque enemigo sin importar el ángulo de su blindaje. Como el eje del chorro de metal fundido debía estar perpendicular a la plancha de blindaje donde se ubicaba, activándose al tirar el pestillo del mango de la granada, el ángulo de inclinación del blindaje sería irrelevante para la penetración que generaría el artefacto. Sin embargo, la ubicación directa de la granada en un tanque enemigo hacía que su empleo fuese muy peligroso, ya que el soldado sería el blanco del fuego enemigo.
Esta granada antitanque magnética era muy efectiva contra el blindaje, pudiendo penetrar 140 mm de blindaje homogéneo laminado (BHL). La H3 y la H3.5 pesaban 3 kg y 3,5 kg respectivamente, pudiendo distinguirse fácilmente por su forma; la H3 tenía forma cónica y la H3.5 forma de botella.
Fue declarada obsoleta en mayo de 1944 y reemplazada por el Panzerfaust, pero los lotes restantes fueron utilizados hasta agotarse.